# Forte do Presépio
Il Forte do Presépio, ufficialmente Forte do Castelo do Senhor Santo Cristo do Presépio de Belém, è una fortificazione d'epoca coloniale situata a Belém, capitale dello stato brasiliano di Pará.

## Storia
Fu costruito nel 1616 da Francisco Caldeira Castelo Branco a Punta Maúri, un promontorio sulla riva destra della foce del fiume Guamá e della baia di Guajará. Al suo interno fu eretta la prima cappella di Belém. Si trattava di una struttura temporanea dedicata a Nostra Signora delle Grazie, che fu spostata qualche anno dopo nell'attuale Largo da Sé e divenne la Cattedrale di Nostra Signora della Grazie nel XVIII secolo. L'edificio originale era in legno e ricoperto di paglia. Nel 1622 fu ricostruito a pianta quadrata, diventando una costruzione più solida in terra battuta. Secondo le informazioni degli archivi, la data del primo rifacimento è il 1632. Il forte subì diverse ristrutturazioni nel XVIII secolo. Nel 1832 fu dismesso perché in rovina. L'anno successivo fu ribattezzato castello di San Giorgio.
Fu semidistrutto dallo squadrone imperiale durante la rivolta del 1835 e ricostruito a partire dal 1850. I lavori terminarono nel 1868. Il forte era dotato di caserme, una casa, un ponte sul fossato, una porta e un muro di pietra sul lato del mare. L'arsenale da guerra fu installato nel 1876.
Il forte è stato classificato come struttura storica dall'Istituto Nazionale del Patrimonio Storico e Artistico nel 1962. Nel 1978 si tentò di rimuovere il ristorante e il circolo dal forte per un restauro intensivo. Nel 1980, dopo che le mura erano state parzialmente distrutte, l'edificio è stato sottoposto a lavori di emergenza per garantire la stabilità di ciò che rimaneva. Nel 1983, la SPHAN/proMemória, ha effettuato lavori di conservazione e restauro. Sotto la responsabilità dell'Esercito, ha subito diverse modifiche per ospitare la sede del Circolo Militare di Belém. Le sue linee sono state completamente modificate.